# Водні ресурси України

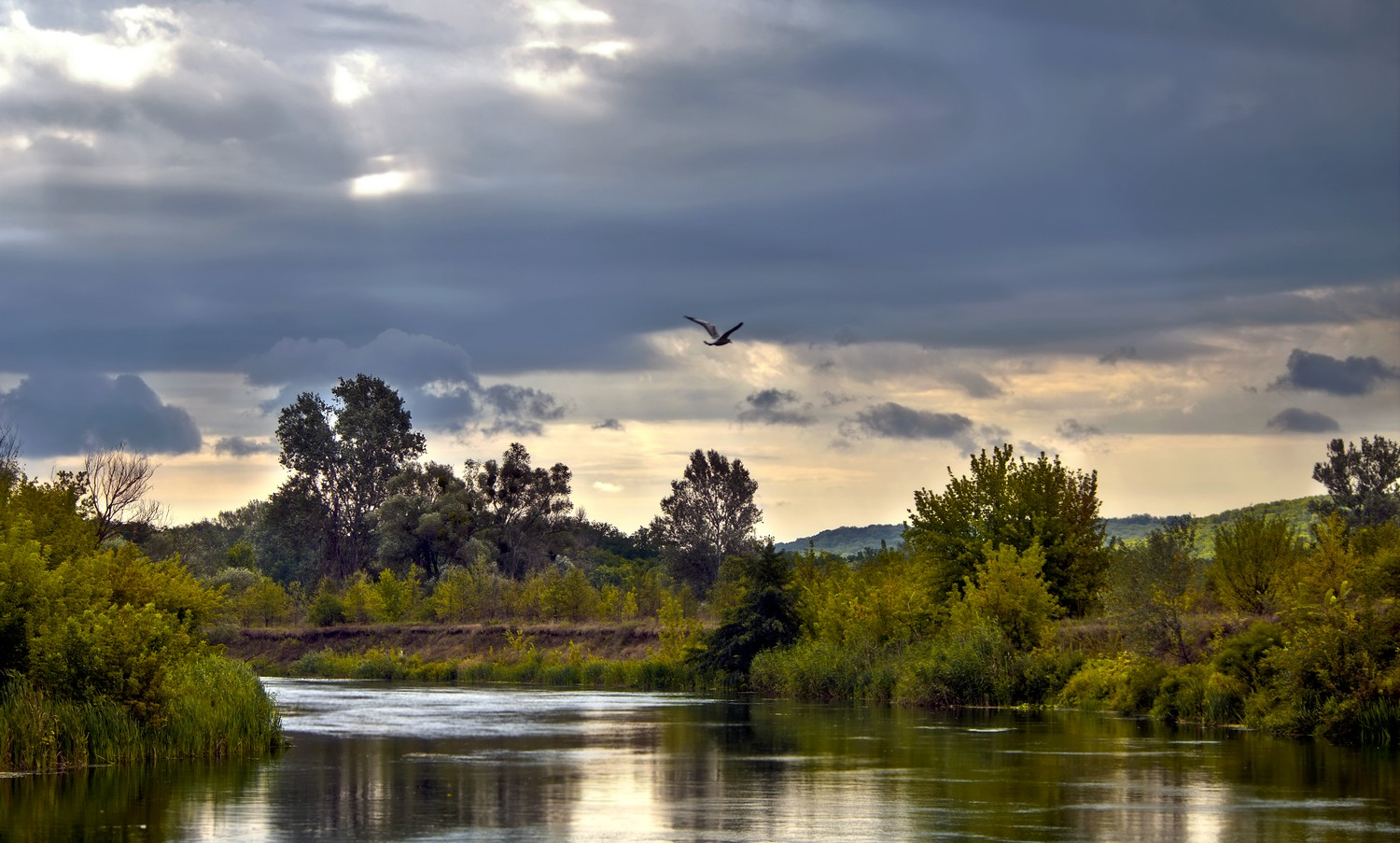
Річка Оскол, притока Сіверського Донця

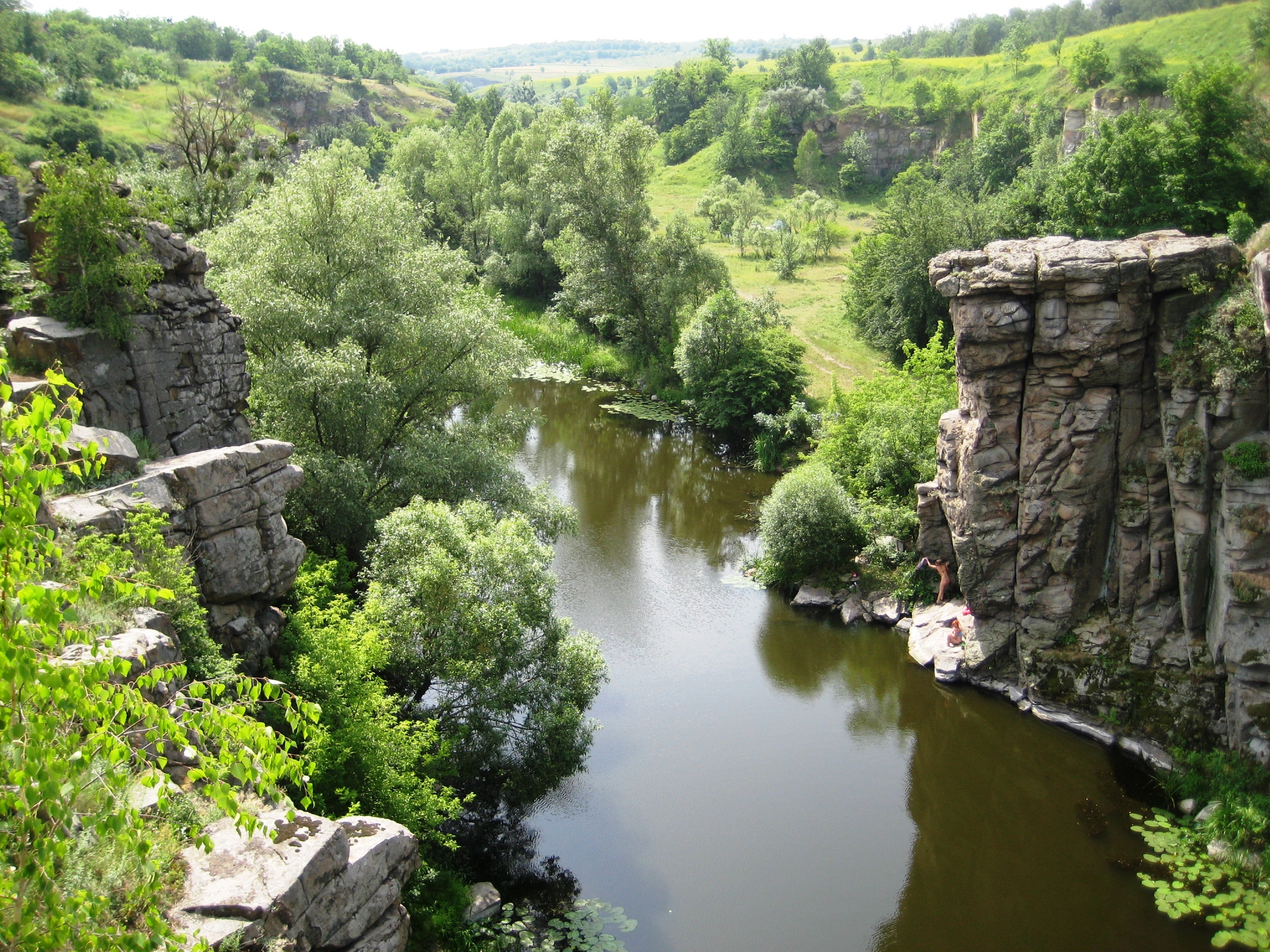
Буцький каньйон

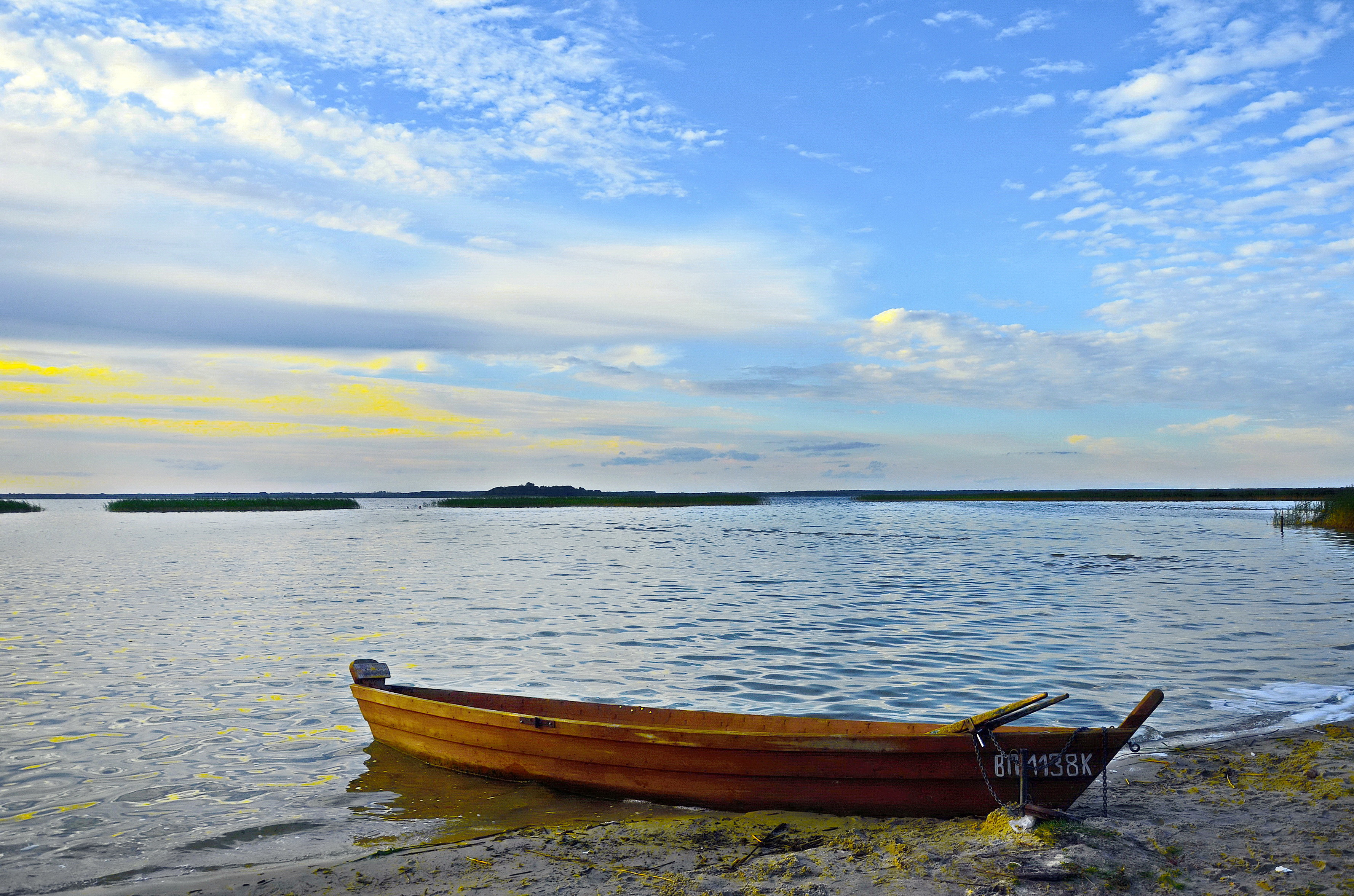
Озеро Світязь

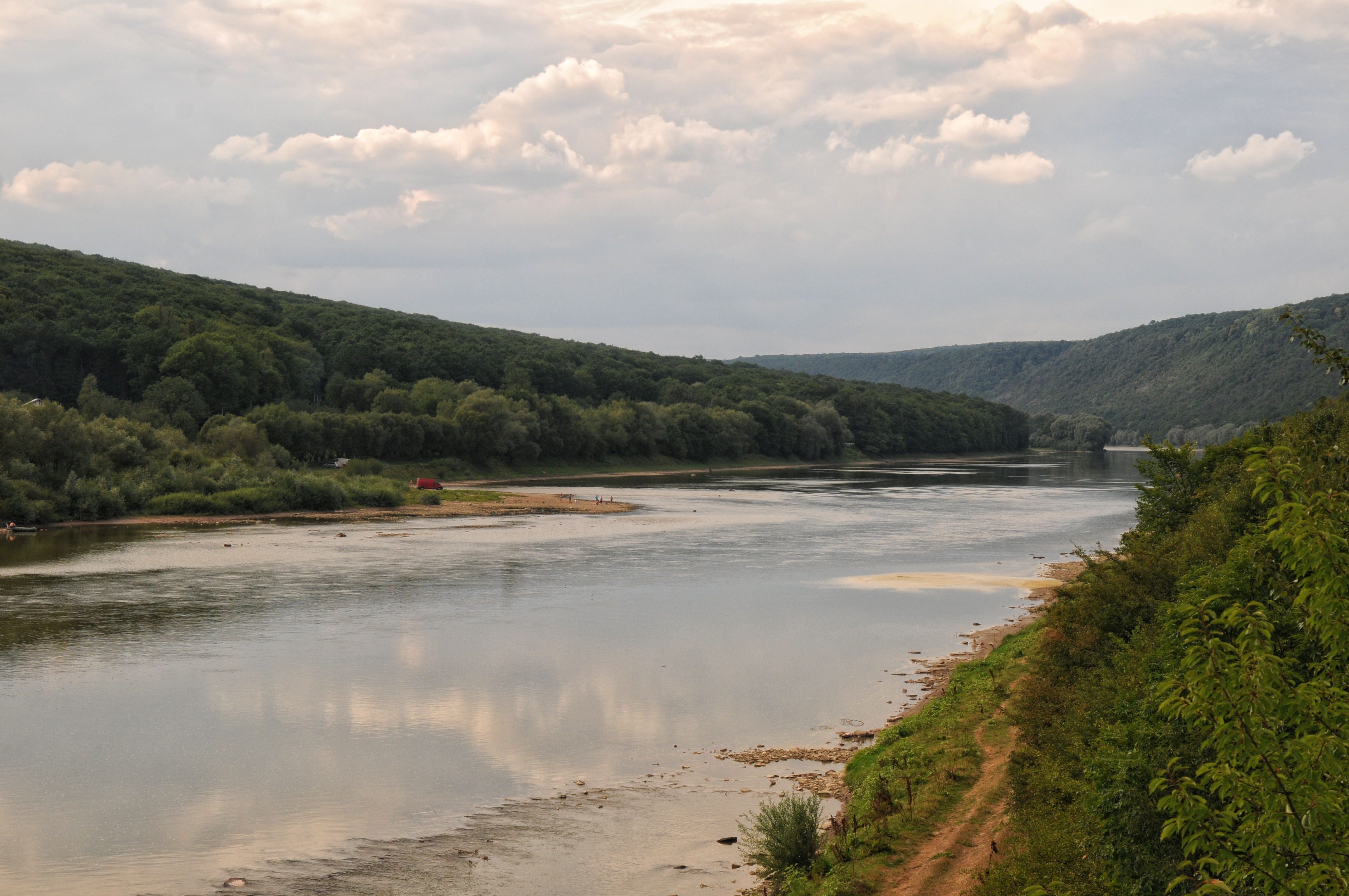
Річка Дністер

Водні ресурси України — обсяги поверхневих, підземних і морських вод України.
Водні ресурси виступають джерелом промислового і господарсько-питного водопостачання, а тому відіграють вирішальну роль у розвитку всього народного господарства та в життєдіяльності населення.

## Використання
Використання водних ресурсів поділяється на:
- водоспоживання, тобто забір води з водойм, водоносних горизонтів з наступним безповоротним застосуванням в технологічних процесах (промисловість, сільське господарство зі зрошенням, житлово-комунальне господарство та ін.);
- водокористування, здійснюване безпосередньо в межах водойми без прямих витрат цього ресурсу (гідроенергетика, водний транспорт, рибне господарство, туризм, водний спорт, рекреація).

Основними споживачами води є промисловість — 48 % загального споживання (в першу чергу електроенергетика, металургія, хімічна промисловість), сільське господарство — 40 %, 12 % припадає на житлово-комунальне господарство.

## Характеристика
Водні ресурси України складаються з місцевого поверхневого стоку, який формується в річковій мережі на території країни, та стоку, що надходить на її території з прилеглих територій по Дніпру і його притоках, Сіверському Донцю, Дунаю й інших річках.
Рівень забезпеченості України водними ресурсами є недостатнім і визначається формуванням річкового стоку, наявністю підземних і морських вод. Потенційні ресурси річкового стоку оцінюються в 209,8 км³, з яких місцевий стік на території України становить в середньому 52,4 км³, приток — 157,4 км³. У маловодні роки дефіцит води відчувається навіть у басейнах великих річок.
Запаси підземних вод, не пов'язаних з поверхневим стоком, становлять 7 км³. Крім того, в господарстві України використовується до 1,0 км³ морської води. В розрахунку на одного жителя України поверхневий місцевий стік становить близько 1045 м³. Найвищий рівень водозабезпечення жителів — у західних і північних областях України.
Територіальний розподіл водних ресурсів України є нерівномірним і не відповідає розміщенню водомістких господарських комплексів. Найменша кількість водних ресурсів формується в місцях зосередження потужних споживачів — Донбас, Криворіжжя, Автономна Республіка Крим, південні області України.
Для пом'якшення територіальних відмінностей у забезпеченні поверхневими водами в Україні побудовано 1103 водосховища, (повний об'єм — 55,3 км³)[джерело?]. Шість найбільших водосховищ знаходяться на Дніпрі, а також є велике водосховище на р. Дністер.
Створено понад 49400 ставків (повний об'єм — близько 4 км³)[джерело?], 7 крупних каналів і 10 водоводів тощо.
В Україні у пересічний за водністю річок загальні запаси природних вод становлять 94 км³, з яких доступні для використання 56,2 км³. Основна частина водних ресурсів, що постійно відновлюються, припадає на річковий стік — 85,1 км³ (без Дунаю). 60 % річкового стоку формується на території України (місцевий стік), 40 % — за її межами (транзитний стік).
Для оцінки забезпеченості країни водними ресурсами на одну людину на рік у світовій практиці застосовується індикатор водного стресу Фалькенмарк.

## Склад
Головні річки України: Дніпро (загальна довжина 2201 км, у межах України 981 км; середній річний стік 53,5 км³), Дністер (загальна довжина 1362 км, у межах України 705 км; стік 8,7 км³), Південний Буг (довжина 806 км; стік 3,4 км³), Сіверський Донець (загальна довжина 1053 км, у межах України 672 км; стік 5 км³).
Дунай протікає по території України на ділянці 174 км; середній річний стік 123 км³ — переважно транзитний.
Всього на території України понад 70 тис. річок, але тільки 117 з них мають довжину понад 100 км. Влітку річки стають маловодними, чимало з них міліють і навіть пересихають.
Для постачання води в маловодні райони збудовано канали: Північно-Кримський канал довжиною 400,4 км, канал Дніпро — Донбас — 550 км, канал Сіверський Донець — Донбас — 131,6 км та ін. На півдні України створено великі зрошувальні системи (Каховська, Інгулецька та ін.). У районах надлишкового зволоження або уповільненого стоку діють осушувальні системи (Верхньо-прип'ятська, Латорицька та ін.).
Озер у країні понад 20 тисяч, 43 з них мають площу, яка перевищує 10 км². Великі озера розташовані в плавнях Дунаю і на узбережжі Чорного моря (Ялпуг, Сасик та ін.). Найбільше озеро Полісся — Світязь. Синевир — найбільше озеро Карпат.
Загальна площа боліт становить 12 тис. км². Розташовані вони переважно в Поліссі. Розрахункові запаси прісних підземних вод дорівнюють 27,4 км³, з яких 8,9 км³ не пов'язані з поверхневим стоком.
Головні річки України зі своїми притоками утворюють річкові системи. Дніпро утворює основну річкову систему України. Довжина Дніпра — 2201 км (у межах України 981 км), площа басейну 504 тис. км². Найбільші праві притоки — Прип'ять, Тетерів, Рось, Інгулець, ліві — Десна, Сула, Псел, Ворскла, Самара. Від гирла Прип'яті до греблі Каховської ГЕС Дніпро являє собою каскад водосховищ (Київське, Канівське, Кременчуцьке, Кам'янське, Дніпровське, Каховське). Середній річний стік — 53,5 км³.
Дністер із своїми притоками утворює річкову систему на південному заході України. Довжина Дністра — 1362 км (в Україні — 705 км). Площа басейну — 72,1 тис. км². Основні праві притоки — Стрий, Бистриця, Свіча, Реут, Лімниця, ліві — Золота Липа, Серет, Смотрич, Збруч. У верхів'ї Дністер — гірська річка. На річці споруджено ГЕС і водосховища (Дністровське, Дубоссарське). Річний стік — 10 км³.
Південний Буг бере початок на Подільській височині. Довжина річки — 806 км, площа басейну — 63,7 тис. км². Основні ліві притоки — Синюха, Мертвовод, Інгул, праві — Згар, Кодима, Гнилий Яланець. На річці працює 13 невеликих ГЕС. Річний стік — 3,39 км³.
Дунай — одна з найбільших річок Європи. Довжина — 2960 км, у межах України — 174 км. Площа басейну — 817 тис. км². Середній річний стік — 123 км³. У межах України найбільші притоки — Тиса і Прут (ліві). У гирлі Дунай розділяється на кілька рукавів, один з яких (Кілійський) протікає територією України.

## Гідроенергоресурси України
Важливою складовою водних ресурсів є їх гідроенергоресурси — запаси енергії річкових потоків і водоймищ, що лежать вище від рівня моря. Загальні потенційні гідроенергоресурси становлять близько 60 % всієї енергії поверхневого стоку.
Розрізняють потенційні, технічно можливі (за даним рівнем розвитку науки і техніки) та економічно доцільні для використання гідроенергоресурси. Потенційні гідроенергоресурси України становлять 44,7 млрд кВт·год.; з них технічно можливі для використання — 21,5 млрд кВт·год.; економічно доцільні для використання становлять 16 млрд кВт·год.

## Управління водними ресурсами України
Контроль стану і управління водними ресурсами України здійснює Державне агентство водних ресурсів України.

### Проблеми і заходи раціонального використання
Основні проблеми щодо раціонального використання та охорони водних ресурсів України:
- забруднення водних об'єктів шкідливими викидами та недостатньо очищеними промисловими і господарсько-побутовими стічними водами;
- інтенсивне старіння основних фондів водозабезпечуючого та водоохоронного призначення, низька продуктивність очисних споруд;
- недостатня самовідновлювана та самоочисна здатності водних систем;
- незбалансована за водним фактором система господарювання, що характеризується високими обсягами залучення водних ресурсів у виробничу сферу та високою водомісткістю продукції.

До заходів ощадливого і раціонального використання водних ресурсів належать: впровадження систем зворотного водопостачання та безстічного водокористування (із циклом повного очищення відпрацьованих вод); розробка і впровадження науково обґрунтованих норм зрошення; заміна водяного охолодження агрегатів повітряним; зменшення в структурі господарства України частки водоємних виробництв; проведення комплексу заходів щодо охорони поверхневих і підземних вод від забруднення, зокрема стічними водами, збереження якості природних вод тощо.
З метою поліпшення управління водними ресурсами в 2013 р. виконано гідрографічне та водогосподарське районування території України згідно з вимогами Водної рамкової директиви Європейського Союзу.